# НБА ол-стар викенд
НБА ол-стар викенд (енгл. NBA All-Star Weekend), или једноставније НБА ол-стар, јесте кошаркашки догађај који сваког фебруара НБА организује у различитим градовима САД-a. Суботом се организују узбудљива такмичења, a главни догађај викенда је Ол-стар утакмица која се одиграва у недељу.

## Догађају Ол-стар викенда

### Субота

#### 
Први пут одржана је 2007. године. У тој утакмици учествују играчи из НБА ниже лиге. Прву побједу однио је Исток резултатом 114-100. Ова утакмица се не одржава у истој арени као све остале активности Ол-стар викенда него на НБА Jam Session's помоћном терену.

#### Такмичење у закуцавању
Ово такмичење показује креативност и вештину НБА играча у закуцавањима. Након сваког покушаја или постигнутог закуцавања пет судија оцењује закуцавање оценама од 1 до 10, а највећи збир бодова након једног закуцавања је 50. Уобичајена правила „дуплог вођења“ се не уважавају и дозвољена су.

#### Такмичење у тројкама
Најбољи шутери лиге такмиче се и покушавају погодити што више кошева у одређеном времену који им доносе победу. Шутирају пет лопти са сваког од пет изабраних места иза линије три поена. Свака лопта вреди један поен осим шарених лопти (енгл. money balls) које доносе два поена. Највећи број бодова у једној рунди је 30.

#### 
Ово такмичење је први пут одржано 2003. године. Ту играчи показују своје вештине у дриблингу, гађању, додавању, брзини и прецизности. Двејн Вејд је ово такмичење освајао два пута.
У овом такмичењу учествују бивши НБА играч, садашњи НБА играч и WNBA играчица истог тима, односно из истог града. Задатак је што брже дати кошеве са одређених позиција на трену.

### Недјеља

#### Ол-стар утакмица
Одржава се у недељу и најважнији је догађај целог викенда. Играчи из обе конференције изабрани гласањем наступају на утакмици као чланови Истока или Запада.